# جيمس أ. هيريك
جيمس أ. هيريك (بالإنجليزية: James A. Herrick)‏ هو أكاديمي أمريكي، ولد في 6 أكتوبر 1954.